# Lijst van burgemeesters van Ermelo
Dit is een lijst van burgemeesters van de Nederlandse gemeente Ermelo in de provincie Gelderland.
| Ambtsperiode                        | Naam burgemeester                                  | Partij of stroming | Bijzonderheden          |
| ----------------------------------- | -------------------------------------------------- | ------------------ | ----------------------- |
| 1811                                | E.G. Ardesch                                       |                    |                         |
| 1811 - 1816                         | Everhard Dirk van Meurs                            |                    |                         |
| 1816 - 1817                         | J. Rolff                                           |                    |                         |
| 1818 - 1851                         | Campegius (C.L) Vitringa (1786-1864)               |                    | Eerst schout            |
| 1851 - 1875                         | Herman Hendrik Vitringa (1814-1875)                |                    | Zoon van z'n voorganger |
| 1875 - 1877                         | Jean Henri van Marselis Hartsinck                  |                    |                         |
| 1878 - 1898                         | Adriaan Marie van Oordt                            |                    |                         |
| 1898 - 1908                         | Jhr. Henri François Schuurbeque Boeije             |                    |                         |
| 20 april 1908 - 20 april 1938       | Constantijn Willem Ferdinand (C.W.F.) baron Mackay | CHU                |                         |
| 1 augustus 1938 - 1943              | Hendrik Michiel (H.M.) Martens                     | CHU                |                         |
| 6 september 1943 - 1944/1945        | A.W. Schade van Westrum                            |                    | Plaatsvervanger         |
| 15 februari 1944 - 15 januari 1945  | M.G. de Kruijff                                    | NSB                |                         |
| 27 januari 1945 - 24 april 1945     | Dirk Postmus                                       |                    | Waarnemend              |
| 1945 - 1 juli 1962                  | Hendrik Michiel (H.M.) Martens                     | CHU                |                         |
| 1 februari 1962 - 16 september 1963 | Carl Erich Eberhard (C.E.E.) Kuntze                |                    | Waarnemend              |
| 16 september 1963 - 1 oktober 1964  | C. Slager                                          |                    | Waarnemend              |
| 1 december 1964 - 16 maart 1972     | Herman Jan Langman                                 | CHU                | deels waarnemend        |
| 1972 - 1989                         | Ernst (E.Ph.) Veen                                 | CHU / CDA          |                         |
| 16 november 1989 - 1 september 2000 | Theo (P.Th.) Bunjes                                | CDA                |                         |
| 1 oktober 2000 - november 2011      | Wiert (W.P.) Omta                                  | CDA                |                         |
| 16 december 2011 - 19 nov. 2020     | André (A.A.J.) Baars                               | CDA                | [ 1 ] [ 2 ] [ 3 ]       |
| 30 november 2020 - 30 november 2022 | Dorine (Th.A.J.) Burmanje                          | Partijloos         | waarnemend              |
| 1 december 2022 - heden             | Hans (P.J.T.) van Daalen                           | CU                 | [ 5 ]                   |

## Opmerking
Van 1818 tot 1972 viel Nunspeet onder de gemeente Ermelo.